# Elle, tu l'aimes...
Elle, tu l'aimes... est une chanson de l'artiste française Hélène Ségara, enregistrée en 1999 et sortie le 18 avril 2000.
C'était le deuxième simple de son deuxième album studio, Au nom d'une femme, sur lequel il figure comme quatrième piste. Bien qu'il n'ait pas atteint la première place du hit-parade, c'est un succès comme le précédent single de Ségara, Il y a trop de gens qui t'aiment.

## Informations sur la chanson

### Titre original
Le titre original est basé sur un fado intitulé Canção do Mar (« Chanson de la mer » en français), interprété en 1955 par Amália Rodrigues sous le titre Solidão (« solitude ») pour la bande originale du film Les Amants du Tage.  
En 1996, la chanson composée par Joaquim Frederico de Brito et Francisco Ferrer Trinidade est également utilisée dans le film Peur primale de Gregory Hoblit, interprétée par la chanteuse portugaise internationale Dulce Pontes, toujours sous le titre Canção do Mar et présente sur son album Lágrimas sorti en 1993.  
Les paroles de la version française sous le titre Elle, tu l'aimes... sont de Michel Jourdan.

### Versions dans d'autres langues
Outre la version française Elle tu l'aimes par Hélène Ségara, il existe de nombreuses versions du titre original Canção do Mar parmi lesquelles :
- Allemand : Das Ja zum Leben par Milva
- Anglais : Harem par Sarah Brightman
- Espagnol : Oye Mar par Chayanne ainsi que par Chenoa
- Grec : Ftes esi par Mando
- Perse : Bargard Be Man par Shani Rigsbee

### Le thème musical
La plupart des orchestrations de Elle, tu l'aimes... respectent la mélodie de Canção do Mar mais dans un style plus orientalisant notamment avec l'ajout de percussions marquées. Les arrangements et l'instrumentation de la version d'Hélène Ségara reposent en fait sur ceux de la version de Dulce Pontes. A noter que l'interprétation de Ségara également.

### Le sujet
Elle, tu l'aimes... traite d'un amour non partagé. Dans le clip, la chanteuse aime un homme qui se marie avec une autre femme mais en réalité il aime l'autre. 

## Performances
Interprétée lors de la première tournée d'Hélène Ségara, la chanson est également disponible en version live sur son album En concert à l'Olympia. 
La chanson figure également sur la compilation de la chanteuse Le Best of. Elle figure également sur de nombreuses compilations françaises, telles que Les Plus Grandes Chansons du siècle, vol. 2 et Les Plus Belles Victoires de la Musique, sorti en 2002.
En France, le simple est entré dans le hit-parade à la 21e place le 22 avril 2000, bien que le tube précédent Il y a trop de gens qui t'aiment soit encore bien placé, à sa 24e semaine. Il a atteint le top 10 deux semaines plus tard et la troisième place dès la septième semaine. Il est resté 14 semaines dans le top 10, puis a baissé lentement, totalisant 26 semaines dans le top 50 et 31 semaines dans le classement. Il est devenu finalement disque de Platine et est apparu à la 11e place dans le classement de fin d'année. Depuis 2008, il est le 469e single le plus vendu de l'histoire du disque français
En Belgique (Wallonie), le simple a débuté à la 24e place le 29 avril, puis est passé à la 10e place et a culminé à la 4e place la neuvième semaine.Il est sorti du classement (top 40) après 20 semaines, dont 12 dans le top 10. Il s'est classé à la 14e place du classement annuel.